# 丹尼爾·維爾德
丹尼爾·維爾德（義大利語：Daniele Verde；1996年6月20日—）是一位意大利足球運動員，場上司職前锋。現時被意乙球會史柏斯亞外借至沙蘭力坦拿，曾效力多支意甲球隊。他也代表意大利國家青年足球隊參賽。